# Mošorin
Mošorin (en serbe cyrillique : Мошорин ; en hongrois : Mozsor) est une localité de Serbie située dans la province autonome de Voïvodine. Elle fait partie de la municipalité de Titel dans le district de Bačka méridionale. Au recensement de 2011, elle comptait 2 563 habitants.
Mošorin, officiellement classé parmi les villages de Serbie, est situé dans la région de la Šajkaška.

## Histoire
Mošorin est mentionné pour la première fois au XVIe siècle. Pendant la période ottomane (XVIe et XVIIe siècles), le village était peuplé majoritairement de Serbes. À partir de 1699, le village entra dans les possessions des Habsbourg et fut intégré dans la région de la frontière militaire (bataillon de Šajkaš). En 1848-1849, Mošorin fit partie de la voïvodine de Serbie, une province autonome au sein de l'empire d'Autriche, puis, en 1849, elle réintégra la Frontière militaire jusqu'à son abolition en 1873 ; elle fit alors partie du comitat de Bács-Bodrog.
À partir de 1918, Mošorin fit partie du royaume des Serbes, Croates et Slovènes, qui, en 1929, devint le royaume de Yougoslavie. Entre 1918 et 1922, le village fit partie du compte de la Bačka, puis, entre 1922 et 1929 de l'oblast de Belgrade oblast puis, entre 1929 et 1941 de la Banovine du Danube.
En 1941, le village fut occupé par les forces de l'Axe et rattaché à la Hongrie de Horthy. En 1942, les troupes hongroises tuèrent 205 habitants. En 1944, après la fin de la Seconde Guerre mondiale, les Partisans communistes de Tito tuèrent à leur tour une partie de la population d'origine hongroise ou allemande. Ceux qui survécurent au massacre prirent la fuite ou furent internés dans des camps. Mošorin fit alors partie de la nouvelle république fédérale socialiste de Yougoslavie
Entre 1992 et 2003, le village fit partie de la république fédérale de Yougoslavie ; entre 2003 et 2006, il fit partie de la Serbie-et-Monténégro. Depuis 2006, il fait partie de la république de Serbie indépendante.

## Démographie

### Évolution historique de la population
| 1948  | 1953  | 1961  | 1971  | 1981  | 1991  | 2002  | 2011  |
| ----- | ----- | ----- | ----- | ----- | ----- | ----- | ----- |
| 3 035 | 3 065 | 2 906 | 2 694 | 2 483 | 2 552 | 2 763 | 2 563 |

|  |

## Personnalités
- Svetozar Miletić (1826-1901), chef des Serbes de Voïvodine.
- Isidora Sekulić (1877-1958), femme de Lettres, académicienne.
- Dušan Kanazir (né en 1921), biologiste, académicien et président de l'Académie serbe des sciences et des arts (1981-1994).
- Mladen Dražetin (né en 1951), homme de Lettres, dramaturge.
- Ilija Kolarić, peintre.
- Svetozar Vlaškalić, prêtre.